# 1271 Isergina
1271 Isergina è un asteroide della fascia principale del diametro medio di circa 44,33 km. Scoperto nel 1931, presenta un'orbita caratterizzata da un semiasse maggiore pari a 3,1445258 UA e da un'eccentricità di 0,1239259, inclinata di 6,65811° rispetto all'eclittica.
Il suo nome è dedicato al fisico Pëtr Vasil'evič Izergin, amico dello scopritore.